# La Fille du 14 juillet
Pour plus de détails, voir Fiche technique et Distribution.
La Fille du 14 juillet est une comédie française écrite et réalisée par Antonin Peretjatko sortie le 5 juin 2013 en France. Il s'agit du premier long métrage du réalisateur. Il a été présenté à la Quinzaine des réalisateurs lors du festival de Cannes 2013.

## Synopsis
Hector tente de séduire Truquette durant un court été puisque le gouvernement a décidé de réduire les vacances d'un mois à cause de la crise économique.

## Fiche technique
- Titre original : La Fille du 14 juillet
- Réalisation et scénario : Antonin Peretjatko
- Assistants mise en scène : Luc Catania et Guilhem Amesland
- Direction artistique : Ghislain Ernu
- Casting : Valérie Pangrazzi
- Décors : Erwan Le Gal
- Montage : Carole Le Page et Antonin Peretjatko
- Étalonnage : Yannig Willmann
- Musique : Thomas de Pourquery, Julien Roig et Alexander Zekke
- Supervision musicale : Thibault Deboaisne (Sound Division)
- Photographie : Simon Roca
- Son : Julien Brossier, Julien Roig, Martial De Roffignac
- Production : Emmanuel Chaumet
- Direction de production : Paul Sergent et Mathilde Delaunay
- Sociétés de production : Ecce Films, en association avec Cinémage 6
- Sociétés de distribution : France : Shellac
- Pays d’origine :  France
- Budget : 750 000 euros[1]
- Langue : français
- Durée : 88 minutes
- Format : couleur - 1.85:1 - Panavision - Angénieux - 35mm - D-Cinema - 16mm - Super 16
- Son : Dolby Digital
- Genre : comédie
- Dates de sortie :
  - France : mai 2013 (festival de Cannes 2013)
  - France : 5 juin 2013

## Distribution
- Vincent Macaigne : Pator
- Vimala Pons : Truquette
- Marie-Lorna Vaconsin : Charlotte
- Grégoire Tachnakian : Hector
- Thomas Schmitt : Bertier, le frère de Charlotte, surveillant de baignade
- Serge Trinquecoste : le Dr Placenta
- Philippe Gouin : Marcello
- Lucie Borleteau : Gretchen
- Bruno Podalydès : un flic (caméo)
- Albert Delpy : le patient du docteur Placenta
- Estéban : Julot
- Armand N Guyen Tu : Le Bonimenteur
- Pierre Merejkowsky : Pierre, un protestataire très excité
- Claude Sanchez : Madame Placenta
- Yoann Rey : Gamin Placenta
- Thomas Ruat : Ernest
- Thomas Vernant : Funest
- Mathias Gokalp
- Nora Hamzawi

## Production
Le film a été tourné grâce au soutien financier de la région Midi-Pyrénées, d'une SOFICA et de l'argent de la société de production puis d'une aide de la région Île de France pour la post-production et de l'avance sur recettes du CNC.
Le film a été tourné en deux temps, d'abord à l'été 2011 et ensuite à l'été 2012

### Bande originale
- Le Vol du bourdon repris par Shawn Lee[3] - scène de la danse collective dans le salon.

## Réception

### Accueil critique
Dans Les Inrockuptibles, Jean-Baptiste Morain défend le film. Il le rapproche à la fois des films de Jean-Luc Godard et Jacques Rozier et des films de Max Pécas et Philippe Clair, Jean-Pierre Mocky, Jean Girault ou Serge Korber. Bruno Icher, du quotidien Libération, y voit un road movie hilarant. Dans la revue Transfuge, le critique Louis Séguin est lui aussi séduit par le film qu'il décrit comme un « beau conte d'été ».
Dans Chronic'art, Murielle Joudet est plus sévère et voit dans le film un « mille-feuille d'images sans fond ».
Dans le New Yorker, Richard Brody y voit un film « spectaculairement inventif ».

### Box-office
Un mois et demi après sa sortie en salle, le film totalise 39 000 entrées en France et plus de 50 000 entrées sur l'ensemble de l'Europe.

## Distinctions

### Récompenses
- Festival d'Athènes 2013 : Meilleur scénario
- International Cinephile Society Awards 2014 : Meilleur film non sorti en 2013

### Nominations et sélections
- Festival de Cannes 2013 : en compétition, sélections « Quinzaine des réalisateurs » et Caméra d'or
- César 2014 : César du meilleur premier film ; César du meilleur espoir masculin pour Vincent Macaigne
- Prix Lumières 2014 :
  - Meilleur espoir masculin pour Vincent Macaigne
  - Meilleur espoir féminin pour Vimala Pons